# Anemone poilanei
Anemone poilanei är en ranunkelväxtart som beskrevs av François Gagnepain. Anemone poilanei ingår i släktet sippor, och familjen ranunkelväxter. Inga underarter finns listade i Catalogue of Life.